# Kakching Khunou
Kakching Khunou é um cidade no distrito de Thoubal, no estado indiano de Manipur.

## Demografia
Segundo o censo de 2001, Kakching Khunou tinha uma população de 9314 habitantes. Os indivíduos do sexo masculino constituem 49% da população e os do sexo feminino 51%. Kakching Khunou tem uma taxa de literacia de 58%, inferior à média nacional de 59.5%: a literacia no sexo masculino é de 70% e no sexo feminino é de 48%. Em Kakching Khunou, 14% da população está abaixo dos 6 anos de idade.